# Medina de las Torres
Medina de las Torres è un comune spagnolo di 1 455 abitanti situato nella comunità autonoma dell'Estremadura.